# Kontinentální rozvodí Ameriky

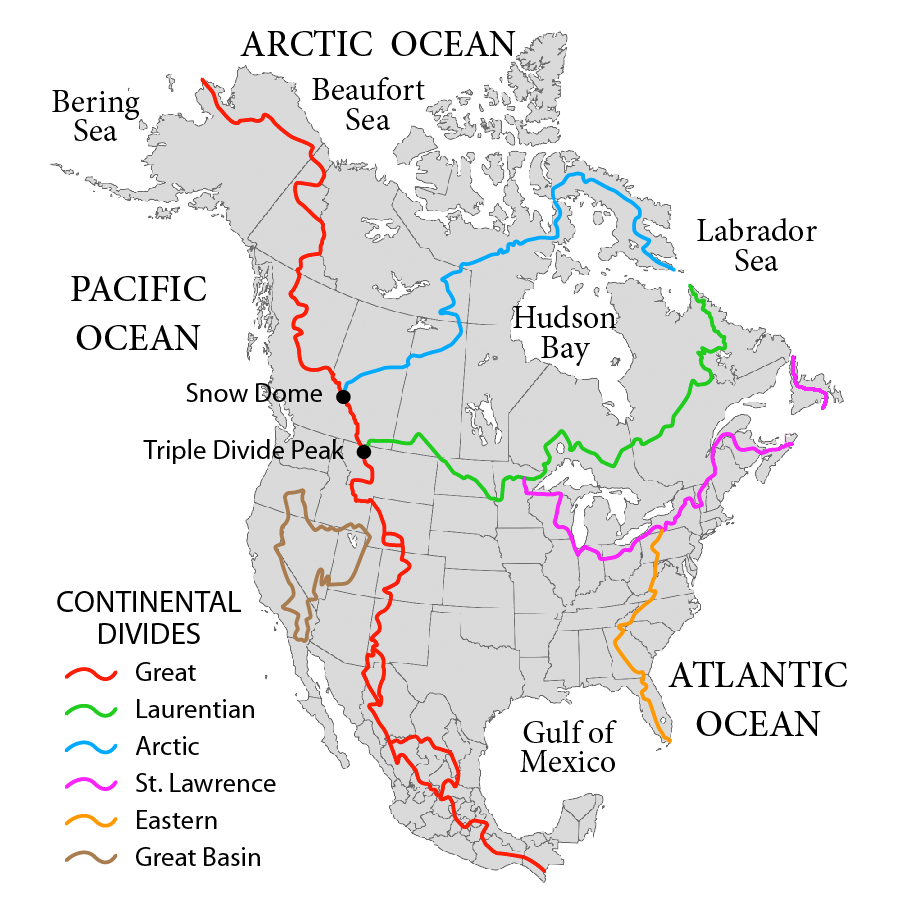
Kontinentální rozvodí Severní Ameriky, vyznačené červeně

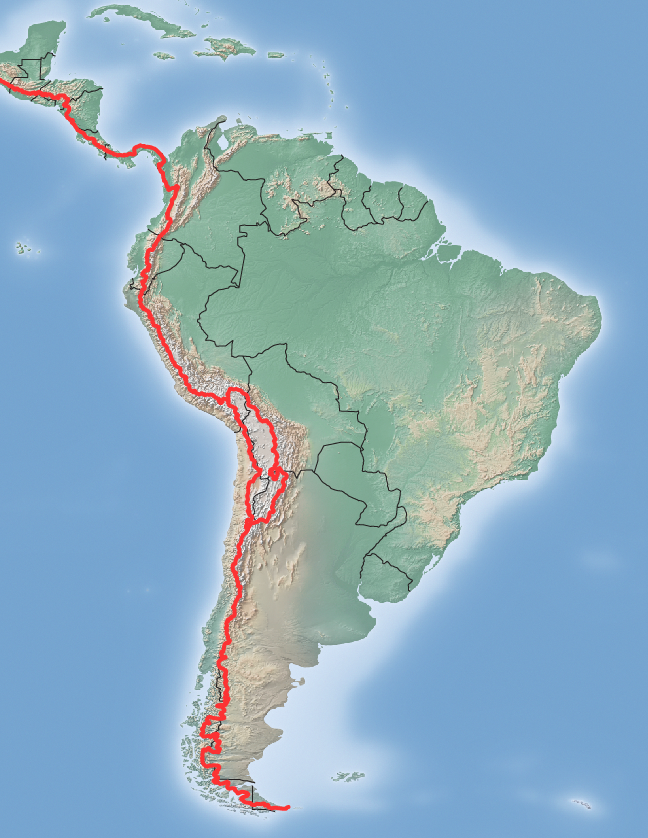
Kontinentální rozvodí Střední a Jižní Ameriky

Kontinentální rozvodí Ameriky (anglicky Continental Divide of the Americas nebo také Great Divide) je nejvýraznější rozvodí amerického kontinentu. Nejvyšší části zemského povrchu, obvykle horské hřebeny, způsobují rozdělení vodních toků na ty, které tečou směrem na západ, a ty, které tečou směrem na východ, respektive na sever. Kontinentální rozvodí Ameriky se nachází na severozápadě Kanady, západě Spojených států, prochází středem Mexika a podél pobřeží Tichého oceánu ve Střední Americe a v Jižní Americe. V Kanadě a ve Spojených státech tvoří kontinentální rozvodí především jednotlivá horská pásma Skalnatých hor, v Mexiku prochází mezi pohořími Sierra Madre Occidental a Sierra Madre Oriental, ve střední Americe tvoří rozvodí Středoamerická Kordillera a v Jižní Americe pohoří Andy.